# Spes Volley Conegliano
La Spes Volley Conegliano è una società pallavolistica femminile italiana con sede a Conegliano.

## Storia della società
Fondato nel 1971, il club approdò in Serie B negli anni ottanta. Nel 1989 ottenne la prima promozione in Serie A della sua storia; non prese però mai parte al campionato di Serie A2 1989-90, scegliendo di ritirarsi prima dell'inizio del torneo.
Rifondata nel 1990, ripartì dai tornei provinciali, vincendo sei campionati consecutivi e approdando, nel 1996, in Serie B. Nel 2005 ottenne, dopo quindici anni e grazie al patrocinio delle Industrie Zoppas, la seconda promozione in A2; vincendo il campionato 2007-08 ottenne la sua prima promozione in A1. Durante il campionato 2009-10 la squadra si classificò in ultima posizione,  retrocedendo in A2. Grazie all'acquisizione del titolo da Jesi giocò in massima serie anche nel campionato 2010-11.
Nella sua terza stagione di A1, quella 2010-2011, conquistò il suo primo storico accesso ai playoff Scudetto, dove venne eliminata agli Ottavi di Finale dalla Despar Perugia.
La squadra è stata iscritta regolarmente alla sua quarta stagione di A1 (2011-2012). Il 17 dicembre 2011 viene pubblicata sui quotidiani locali una lettera dello staff che denuncia il mancato pagamento degli stipendi. Dall'inizio della stagione, infatti, la squadra aveva ricevuto solo il 50% della prima mensilità. Nelle settimane successive si susseguono una serie di trattative con alcuni imprenditori per cercare di salvare la squadra. Tutte le trattative, tuttavia, non raggiungono un compromesso ed il 29 dicembre 2011 il presidente Lucchetta comunica di voler chiudere la squadra e salvare la società (la quale si occupa della gestione della Zoppas Arena). Lo stesso giorno la società comunica alla Lega Pallavolo che non prenderà parte all'ultima giornata del girone d'andata e che ratificherà nel corso della settimana successiva la decisione di ritirarsi dal campionato. Il 2 gennaio 2012 la società comunica in modo ufficiale il ritiro dal campionato. Dopo aver abbandonato la massima serie, la società rimane ancora attiva nel settore giovanile.